# Haimar Zubeldia
Pour les articles homonymes, voir Zubeldia et Agirre.
Zubeldia  Agirre est un nom espagnol. Le premier nom de famille, en général paternel, est Zubeldia ; le second, en général maternel, souvent omis, est Agirre.
Haimar Zubeldia Agirre, né le 1er avril 1977 à Usurbil, est un coureur cycliste espagnol, originaire du Pays basque. Il est professionnel de 1998 à 2017.

## Biographie

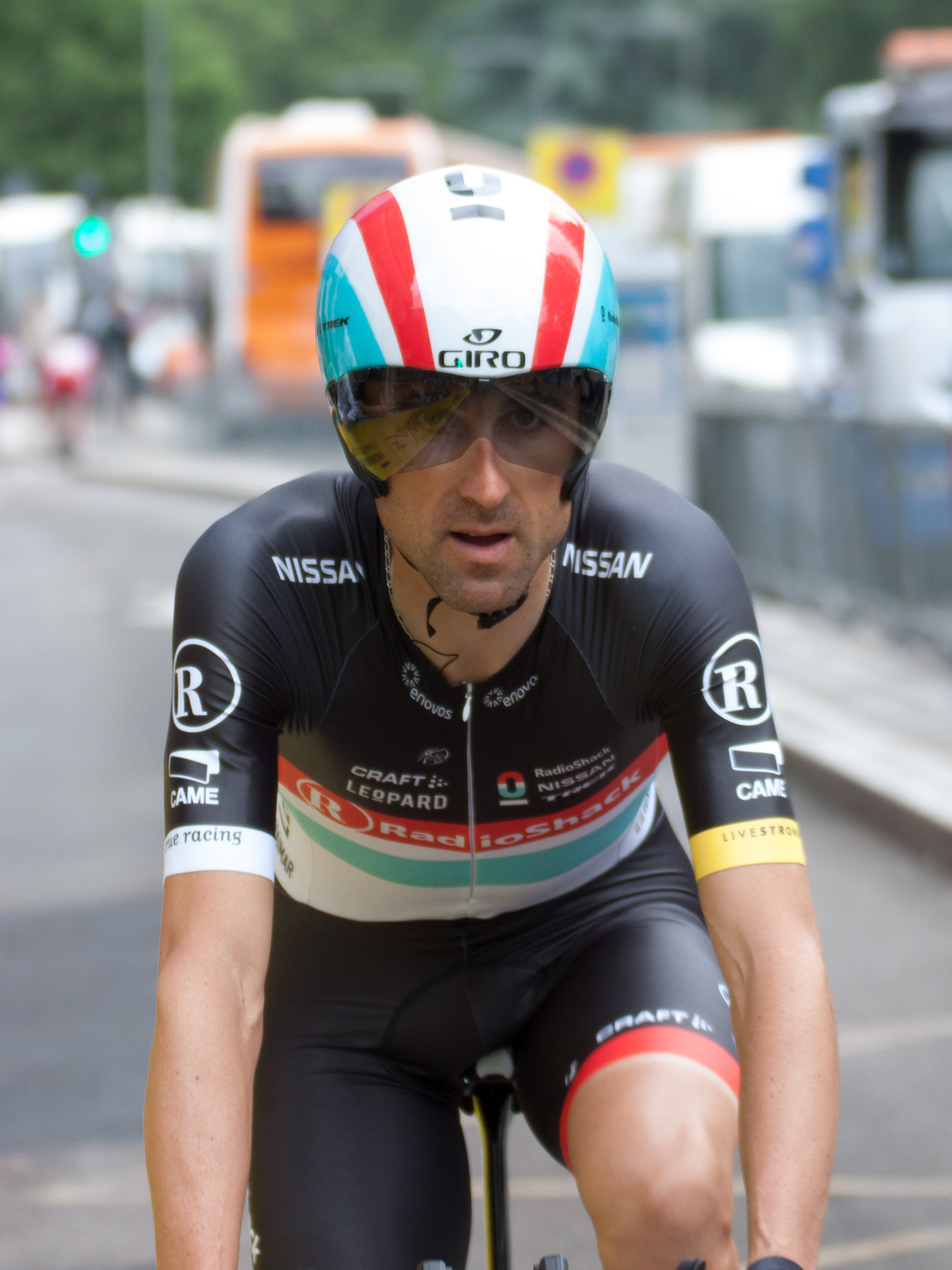
Haimar Zubeldia lors du prologue du Critérium du Dauphiné 2012 à Grenoble.

Son frère Joseba fut cycliste professionnel de 2002 à 2007 dans l'équipe Euskaltel-Euskadi et a notamment participé au Tour d'Italie 2007.
Il devient coureur professionnel en 1998 au sein de l'équipe Euskaltel-Euskadi, composée uniquement de coureurs originaires du Pays basque ou formés au Pays basque. Pour ses premiers pas à ce niveau, il prend la dixième place du Tour de l'Avenir et participe pour la première fois au mois d'août à la Classique de Saint-Sébastien (79e).
Lors de la saison 1999, il obtient ses premiers résultats significatifs au plus haut niveau. Au mois de juin, il se classe 10e du Tour de Catalogne, où l'équipe Euskaltel-Euskadi s'empare également des quatrième et sixième place avec Joseba Beloki et Roberto Laiseka. Il améliore deux mois plus tard son classement à la Classique de Saint-Sébastien, dont il prend cette fois-ci la 18e place.
L'année 2000 est celle de la révélation pour Haimar Zubeldia. Il obtient tout d'abord diverses places d'honneur sur de petites courses, se classant 10e du Tour d'Aragon, 4e du Tour de La Rioja, 11e du Tour des Asturies et 9e de Paris-Camembert. Fin mai, il se présente au départ de la Bicyclette basque. Il remporte sa première victoire professionnelle lors du contre-la-montre, en devançant son ancien coéquipier Igor González de Galdeano de sept secondes, et prend la tête du classement général. Lors de la cinquième et dernière étape comprenant l'ascension finale d'Arrate, il parvient à garder son maillot de leader en prenant la troisième place de l'étape et s'offre le classement final. Il signe ainsi son premier succès sur une course par étapes et également le premier succès d'Euskaltel-Euskadi sur une course par étapes depuis la création de l'équipe, en 1994.
Lors du Critérium du Dauphiné libéré, il réalise d'abord un bon prologue en terminant 5e à quelques secondes de son coéquipier Alberto López de Munain puis profite de sa deuxième place lors du contre-la-montre de la troisième étape derrière Lance Armstrong (US Postal Service) pour remonter à la seconde place du classement général. Le lendemain lors de l'étape se terminant au sommet du Mont Ventoux, il termine sixième à 14 secondes du vainqueur Tyler Hamilton mais profite de la contre-performance d'Armstrong pour s'emparer de la tête du classement général. Il perd cependant le maillot jaune à barre bleue de leader le lendemain lors de la 5e étape au profit d'Hamilton. Il se maintient tout de même à la deuxième place du classement, place qu'il conserve jusqu'à l'arrivée de l'épreuve à Sallanches deux jours plus tard. C'est le premier podium de son équipe sur le Critérium du Dauphiné libéré.
Il termine le Tour de France 2003 à la 5e place du classement général, en ayant réalisé de très bonnes performances aux contre-la-montre individuels : respectivement 3e, 4e et 17e. Au vu du passif en matière de dopage des coureurs le précédant au classement général final, Lance Armstrong étant déchu de sa première place en 2012, le journaliste Hervé Marchon de Libération présente Zubeldia comme le vainqueur potentiel de ce Tour 2003.
La même année, il termine 5e de la Bicyclette basque.
Lors du Tour de France 2004, alors que ses performances de l'année précédente peuvent faire de lui un favori de l'épreuve, devant même son équipier Iban Mayo, il abandonne lors de l'étape Lannemezan-Plateau de Beille.
Lors du Tour de France 2005, Zubeldia ne confirme pas les espoirs placés en lui sur les contre-la-montre individuels, et termine seulement 15e du Tour et 10e lors de l'étape pyrénéenne  Agde-Ax-3-Domaines.
Au cours des Tours de France 2006 et 2007, Zubeldia se montre régulier dans les étapes de montagne. Il se classe 9e du Tour en 2006, à l'issue d'une dernière semaine de course très solide dans les Alpes, et 5e du Tour en 2007. Sur ce Tour, il est l'un des plus forts lors de la deuxième étape pyrénéenne où il prend la troisième place. Il confirmera lors de l'étape suivante en se classant sixième au col d'Aubisque.
Son Tour d'Espagne 2007 a été plus difficile (44e), en raison d'une blessure à l'épaule contractée sur chute.
En 2010, il remporte ses premières victoires au Tour de l'Ain depuis 2000. Il s'adjuge le prologue ainsi que le classement général de l'épreuve.
En 2012, il termine à nouveau dans le top 10 du Tour qu'il finit 6e.
Au mois de septembre 2016, il prolonge le contrat qui le lie à la formation Trek-Segafredo.
Il choisit d'arrêter sa carrière après avoir participé à la Classique de Saint-Sébastien 2017 où il a le dossard numéro 1 que lui donne son coéquipier Bauke Mollema, lauréat de l'édition 2016.

## Palmarès et résultats

### Palmarès par année
| - 1994 - 2e du championnat d'Espagne de poursuite juniors - 1995 - 3e du championnat d'Espagne de cyclo-cross juniors - 1996 - 2e du championnat d'Espagne de cyclo-cross espoirs - 1997 - 3e du Tour de la Bidassoa - 2000 - Bicyclette basque : - Classement général - 4eb étape (contre-la-montre) - 2e du Critérium du Dauphiné libéré - 2e du Trophée Luis Ocaña - 10e du Tour d'Espagne - 2002 - 4e du Critérium du Dauphiné libéré - 2003 - 3e du Tour de Murcie - 3e de la Subida a Urkiola - 5e du Tour de France - 2004 - 3e du Tour des Asturies - 2005 - 7e de la Classique de Saint-Sébastien - 2006 - 8e du Tour de France | - 2007 - 5e du Tour de France - 2008 - 3e du Challenge de Majorque - 5e du Critérium du Dauphiné libéré - 6e du Tour de Catalogne - 9e de la Classique de Saint-Sébastien - 2009 - 4e étape du Tour de France (contre-la-montre par équipes) - 3e du Tour de Catalogne - 8e du Critérium du Dauphiné libéré - 2010 - Tour de l'Ain : - Classement général - Prologue - 4e du Grand Prix cycliste de Montréal - 4e de la Classique de Saint-Sébastien - 2011 - 6e de la Classique de Saint-Sébastien - 2012 - 6e du Tour de France - 10e du Critérium du Dauphiné - 2014 - 7e de la Classique de Saint-Sébastien - 8e du Tour de France |  |

### Résultats sur les grands tours

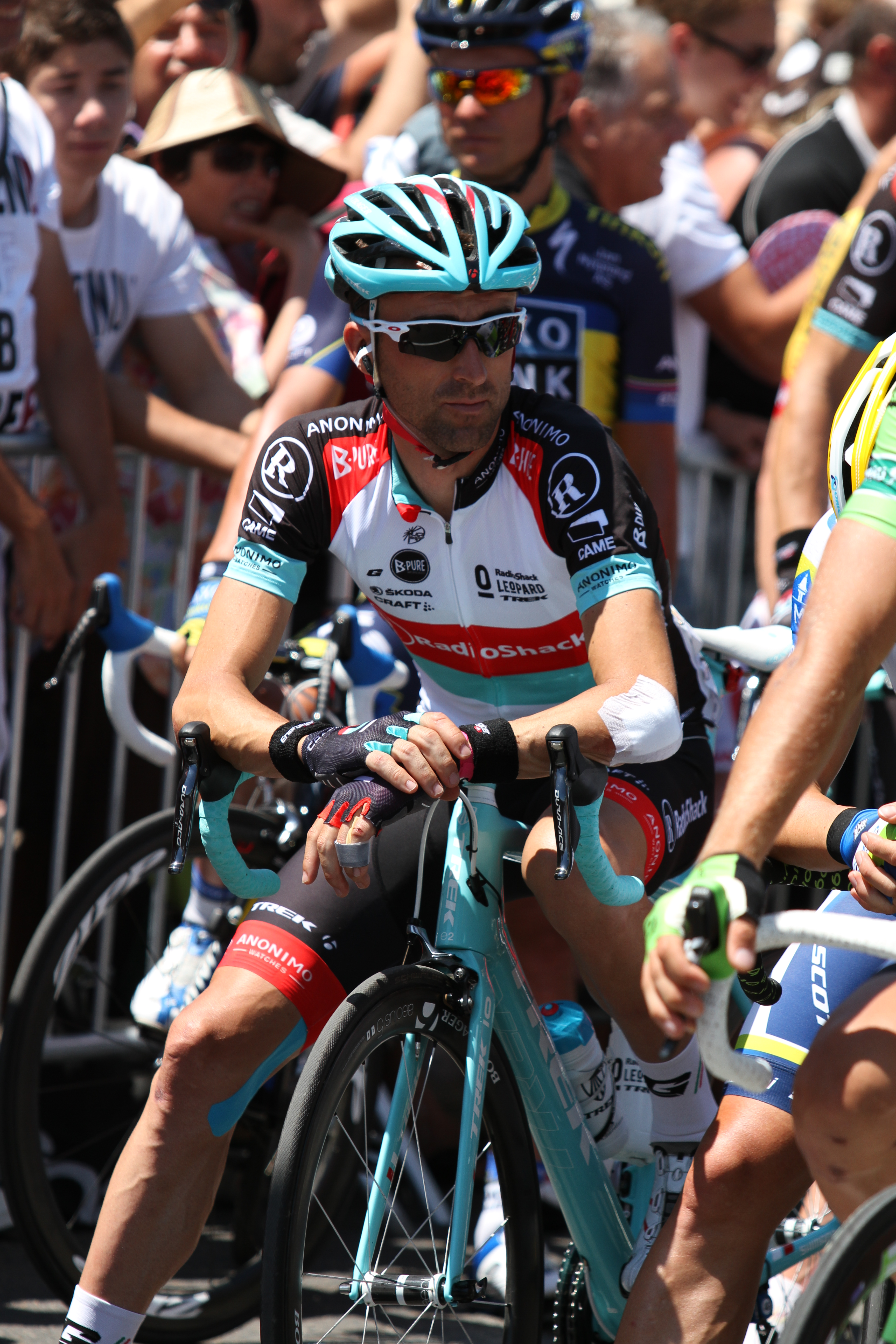
Haimar Zubeldia au départ de la 6e étape du Tour de France 2013 à Aix-en-Provence

#### Tour de France
16 participations
- 2001 : 73e
- 2002 : 39e
- 2003 : 5e
- 2004 : abandon (13e étape)
- 2005 : 15e
- 2006 : 8e
- 2007 : 5e
- 2008 : 45e
- 2009 : 27e
- 2011 : 15e[n 3],[5]
- 2012 : 6e
- 2013 : 36e
- 2014 : 8e
- 2015 : 62e
- 2016 : 24e
- 2017 : 52e

#### Tour d'Espagne
12 participations
- 2000 : 10e
- 2001 : 43e
- 2002 : 11e
- 2004 : 40e
- 2006 : 34e
- 2007 : 44e
- 2009 : 14e
- 2011 : 25e
- 2013 : abandon (14e étape)
- 2014 : non-partant (17e étape)
- 2015 : 23e
- 2016 : 19e

#### Tour d'Italie
1 participation
- 2005 : 49e

### Classements mondiaux
| Année                  | 2005 | 2006 | 2007 | 2008 | 2009 | 2010 | 2011 | 2012 | 2013 | 2014 | 2015 |
| ---------------------- | ---- | ---- | ---- | ---- | ---- | ---- | ---- | ---- | ---- | ---- | ---- |
| Classement ProTour     | 112e | 83e  | 43e  | 22e  |      |      |      |      |      |      |      |
| Calendrier mondial UCI |      |      |      |      | 44e  | 64e  |      |      |      |      |      |
| UCI World Tour         |      |      |      |      |      |      | 103e | 56e  | nc   | 62e  | 148e |